# World Miss University
World Miss University (월드 미스 유니버시티) è un concorso di bellezza internazionale che si tiene quasi annualmente e quasi sempre a Seul in Corea del Sud dal 1986, con una media di circa quaranta concorrenti ogni anno.

## Albo d'oro
| Anno | Vincitrice                | Nazionalità      | Città ospite        |
| ---- | ------------------------- | ---------------- | ------------------- |
| 1986 | Rosalie van Breemen       | Paesi Bassi      | Seul, Corea del Sud |
| 1987 | Chio Yun-hee              | Corea del Sud    | Seul, Corea del Sud |
| 1988 | Kathryn Elizabeth Coonz   | Stati Uniti      | Seul, Corea del Sud |
| 1989 | Priyadarshini Pradhan     | India            | Seul, Corea del Sud |
| 1990 | Ekaterina Parfenova       | Unione Sovietica | Seul, Corea del Sud |
| 1991 | Celeste Weaver            | Stati Uniti      | Seul, Corea del Sud |
| 1992 | Heiðrún Anna Björnsdóttir | Islanda          | Seul, Corea del Sud |
| 1993 | Ewa Wachowicz             | Polonia          | Seul, Corea del Sud |
| 1995 | Birgitta Ína Unnarsdóttir | Islanda          | Seul, Corea del Sud |
| 1996 | Laura García              | Spagna           | Seul, Corea del Sud |
| 1997 | Jang Jie-hun              | Corea del Sud    | Seul, Corea del Sud |
| 2000 | Renatan Fan               | Brasile          | Seul, Corea del Sud |
| 2001 | Eleni Pechlivanidi        | Grecia           | Seul, Corea del Sud |
| 2003 | Ayusha Shrestha           | Nepal            | Seul, Corea del Sud |
| 2004 | Julija Djadenko           | Lettonia         | Shenzhen, Cina      |
| 2005 | Jade Collins              | Nuova Zelanda    | Seul, Corea del Sud |
| 2006 | Cristiana Frixione        | Nicaragua        | Seul, Corea del Sud |
| 2007 | Aleksandra Plemic         | Germania         | Seul, Corea del Sud |
| 2008 | Sarnai Amar               | Mongolia         | Shenzhen, Cina      |
| 2009 | Cho Eun-ju                | Corea del Sud    | Seul, Corea del Sud |
| 2010 | Katie Farr                | Regno Unito      | Seul, Corea del Sud |
| 2011 | Siria Ysabel Bojorquez    | Stati Uniti      | Seul, Corea del Sud |
| 2012 | Mia Hasanagic             | Danimarca        | Seul, Corea del Sud |
| 2014 | Karina Jimenez            | Messico          | Seul, Corea del Sud |
| 2016 | Kelly Rivera Kroll        | Perù             | Pechino, Cina       |